# 春風ひとみ
春風 ひとみ（はるかぜ ひとみ、1960年12月9日 - ）は、日本の女優である。宝塚歌劇団卒業生（月組娘役）。本名、湯浅 ひとみ（ゆあさ ひとみ）。宝塚歌劇団時代の愛称は「ヒトミ」「ハル」。
東京都文京区出身。出身校女子聖学院。キューブ所属。公称身長160cm。血液型A型。2016年より音響芸術専門学校副校長。

## 略歴
- 東京・巣鴨のカツオ節問屋の長女として生まれる。
- 幼児期（2 - 5歳時）には劇団若草に所属、子役として活躍。舞台やテレビドラマ・CM（「カルピス」など）に出演。TBS系の『東芝日曜劇場』では宇野重吉と共演。宇野の勧めにより、6歳で子役の仕事をやめ、以後、学業に専念していたが、4歳から習っていたバレエと日舞はそのまま続けていた[1]。
- 1977年、高校1年終了時、宝塚音楽学校に2度目の受験で合格。
- 1979年、宝塚歌劇団入団。花組公演『花影記/紅はこべ』で初舞台。65期生。
- 1980年、月組に配属。「愛限りなく」で大劇場ヒロインを演じたほか、実力派の二番手娘役として長く活躍。「哀愁」のキティ、「ときめきの花の伝説」のエレオノーラ、「ミー・アンド・マイガール」のマリア公爵夫人等、ストーリーに直接かかわる役どころを多く演じた。「南太平洋」のネリーでヒロイン、そして退団公演「サウンド・オブ・ミュージック」のマリアでは主演と、ブロードウェイミュージカルでも真価を発揮した。
- 1988年、退団。その後女優に転身し、舞台を中心に活動している。
- 1993年、一人ミュージカル『壁の中の妖精』に出演し、この作品で演出の福田善之と共に紀伊國屋演劇賞を受賞。以降もたびたび再演されている。
- 2014年8月4日、自身のTwitterで一般男性との入籍を公表[2]。
- 2016年4月1日よりキューブに移籍。

## 出演

### 舞台

#### 子役時代
- 1965年12月：「王様と私」（東京宝塚劇場）

#### 宝塚歌劇団時代
- 1979年3 - 5月：「紅はこべ」 （宝塚大劇場）
- 1980年1 - 2月：「アンジェリク」マリア・テレジア（宝塚大劇場新人公演、本役：優ひかり）
- 1981年2 - 3月：「ディーン (宝塚歌劇)」 エリザベス・テーラー （宝塚バウホール）
- 1981年4月：「新源氏物語」 中将の君（東京宝塚劇場）
- 1981年6 - 8月：「白鳥の道を越えて」 レジーナ（宝塚大劇場新人公演、本役：五條愛川）
- 1982年2 - 3月：「あしびきの山の雫に」 額田王（宝塚大劇場新人公演、本役：五條愛川）
- 1982年10 - 11月：「愛限りなく（春琴抄）」 春琴 /「情熱のバルセロナ」 ファニータ、新人公演：ロジータ（本役：矢代鴻）（宝塚大劇場）
- 1983年3 - 4月：『春の踊り』／『ムーンライト・ロマンス』サリーナ、新人公演：カトリーヌ・ホルム（本役：条はるき）
- 1983年9 - 10月：「野菊の詩（野菊の墓）」 民子（宝塚バウホール）
- 1983年11 - 12月：「翔んでアラビアン・ナイト」アラベスク・ドール、第1回新人公演：ラーべ（本役：木花咲耶）、第2回新人公演：グレナーレ（本役：条はるき）
- 1984年1 - 2月：「夜霧のモンパルナス」 ジャンヌ（宝塚バウホール）
- 1984年5 - 6月：「沈丁花の細道」 尾上（宝塚大劇場）
- 1984年9 - 10月：「南太平洋」 ネリー（宝塚バウホール・中日劇場）
- 1985年3月：「ガイズ&ドールズ」 ハバナの女（宝塚大劇場） / アデレイド（東京宝塚劇場）
- 1985年5 - 6月：「二都物語」 ジャンヌ（宝塚大劇場）
- 1985年11 - 12月：「ときめきの花の伝説」 エレオノーラ（宝塚大劇場）
- 1986年5 - 6月：「哀愁」 キティ（宝塚大劇場）
- 1986年11 - 12月：「パリ、それは悲しみのソナタ」 ジジ（宝塚大劇場）
- 1987年5 - 6月：「ME AND MY GIRL」 マリア公爵夫人（宝塚大劇場）
- 1988年5 - 6月：「南の哀愁」 テフラ夫人（宝塚大劇場）
- 1988年9月：「永遠物語（無法松の一生）」 吉岡夫人（宝塚バウホール）
- 1988年9 - 10月：「サウンド・オブ・ミュージック」 マリア （宝塚バウホール/❈退団公演）[3]

#### 宝塚歌劇団退団後
- 1989年4 - 5月：「ラ・マンチャの男」 アントニア（青山劇場、梅田コマ劇場）
- 1990年1月：「おお!活動狂時代」 メアリー・ピックフォード（サンシャイン劇場）
- 1990年5月：「道遠からん」 リキ（サンシャイン劇場）
- 1991年1月：「マグノリアの海賊」 ナナ（シアターアプル）
- 1991年3月：「夢、クレムリンであなたと」 ナジェージダ（シアターサンモール）
- 1991年7 - 8月：「ポタージュ・ナイト」 川村朱子（全労済ホールスペース・ゼロ、琵琶湖一周公演）
- 1991年10月：「雰囲気のある死体」 看護婦（三百人劇場）
- 1992年2月：「鹿鳴館異聞」 千代（俳優座劇場、ピッコロシアター）
- 1992年5月：「ゲーム・オブ・ラブ」 ガブリエル（全労済ホールスペース・ゼロ）
- 1992年7月：「雰囲気のある死体」 看護婦（シアターサンモール）
- 1992年9月：「マダム桃子殺人事件」 千代（民音劇場、全国公演）
- 1992年11 - 12月：「ミスター・アーサー」 リンダ（シアター・ドラマシティ）
- 1993年2月：「ホロー荘の殺人」（サンシャイン劇場） ミッジ
- 1993年4月：「壁の中の妖精」（シアターサンモール）：紀伊國屋演劇賞・個人賞受賞
- 1993年5月：「ハイ・スピリッツ -陽気な幽霊-」 ルース （シアターアプル）
- 1993年8月：「赤い風車と花笠道中」 お紺・お美乃（中座）
- 1993年10月：「夢、クレムリンであなたと」：ナジェージダ（シアターサンモール）※再演：文化庁芸術祭賞受賞
- 1993年11 - 12月：「源氏物語」 藤壺（全国公演）
- 1994年2月：「壁の中の妖精」フリアーナ、マリア：全23役（全労済ホールスペース・ゼロ）※再演
- 1994年5月：「私の下町 - 母の写真」 初（シアターサンモール）
- 1994年6月：「おくにかぶき」 出雲の阿国（国立能楽堂研修能舞台）
- 1994年7月：「ラブ・レターズ」 メリッサ（PARCO劇場）
- 1994年8月：「パパ、映画に出して!」 ステフィ（PARCO劇場）
- 1995年1月：「糸女」 松井須磨子（地方公演、東京芸術劇場中ホール）
- 1995年2月：「二人でお茶を」 ルーシー（博品館劇場）
- 1995年4月：「私の下町 - 母の写真」 初（東京芸術劇場小ホール）※再演
- 1995年5月：「グッドドクター」 ユリア他3役（俳優座劇場）
- 1995年7月：「おかしな二人」 セシリー・ピジョン（セゾン劇場）
- 1995年7 - 9月：「壁の中の妖精」（各地公演）※再々演
- 1995年11月：「I do! I do!〜結婚物語」 アグネス（シアターアプル）
- 1996年3月：「夢、ハムレットの」 オフィーリア（俳優座劇場）
- 1996年6月：「坊ちゃん」 春奴（新橋演舞場）
- 1996年7月：「アンネの日記」 フランク夫人（シアター・ドラマシティ、青山劇場）
- 1996年10月：「私の下町 - 母の写真」初（俳優座劇場、ピッコロシアター）※再々々演：文化庁芸術祭賞大賞受賞
- 1997年7月：「アンネの日記」 フランク夫人（東京芸術劇場中ホール）※再演
- 1997年12月：「42ndストリート」 アン・ライリー（日生劇場）
- 1998年6 - 7月：「父と暮らせば」 福吉美津子（紀伊國屋サザンシアター）
- 1999年4月：「42ndストリート」 アン・ライリー（日生劇場）※再演
- 1999年6月：「花の天勝」 松旭斎天ニの妻（新橋演舞場）
- 1999年7 - 9月：「壁の中の妖精」（九州公演、俳優座劇場）※再々々演
- 1999年10 - 12月：「ブレヒト・オペラ」 ルート・ベルラウ（新国立劇場小劇場）
- 2000年1 - 2月：「ジョセフィン〜虹を夢みて〜」 キャロライン・ダトリー（紀伊國屋サザンシアター）
- 2000年6月：「私の下町－母の写真」 初（俳優座劇場）
- 2000年11月 - 2001年1月：「女の一生」 鹿子木綾乃（芸術座、名鉄ホール）
- 2001年8 - 10月：「壁の中の妖精」（北海道・東北・近畿公演、俳優座劇場）
- 2002年1月： 「42ND STREET」  マギー・ジョーンズ（博多座）
- 2002年3月：「女狂言〜上空」 若い尼（銕仙会能楽研修所）
- 2002年4月：「チャーリー・ガール」 ペネロープ（帝国劇場）
- 2002年6月：「I do! I do!〜結婚物語」 アグネス（天王洲アイル・アートスフィア）
- 2002年7月：「キス・ミー、ケイト」 ハッティ（帝国劇場）
- 2002年8月：「キス・ミー、ケイト」 ハッティ（中日劇場）
- 2002年10月：「チャーリー・ガール」 ペネロープ（梅田コマ劇場）
- 2003年1月：「キス・ミー、ケイト」 ハッティ（博多座）
- 2003年2 - 3月 「女狂言2003」 若い尼（俳優座劇場、新神戸オリエンタル劇場）
- 2003年3 - 4月 「壁の中の妖精」（中国地方公演）
- 2003年6 - 8月：「I do! I do!〜結婚物語」 （中国・九州地方公演、新神戸オリエンタル劇場、旭川）
- 2003年11 - 12月：「壁の中の妖精」 （中部・北陸・関東地方公演）
- 2004年1月：「おくに歌舞伎」 阿国（国立能楽堂）
- 2004年3 - 5月：「エリザベート」 ルドヴィカ（帝国劇場）
- 2004年6月：「千夜一夜物語」 若い尼・西宮夷三郎の妻（名古屋市民会館、青山スパイラルホール）
- 2004年8月：「エリザベート」 ルドヴィカ（中日劇場）
- 2004年10月：「エリザベート」 ルドヴィカ（博多座）
- 2004年11 - 12月：「エリザベート」 ルドヴィカ（梅田コマ劇場）
- 2005年2月：「I do! I do!〜結婚物語」 アグネス（東京芸術劇場）：第7回東京芸術劇場ミュージカル月刊優秀賞受賞
- 2005年3月：「OHダディー!」 （TEATRE1010）
- 2005年7 - 8月： 「壁の中の妖精」 （関東地方公演、新国立劇場小劇場）
- 2005年9月：「エリザベート」 ルドヴィカ（帝国劇場）
- 2005年11月：「マイ・フェア・レディ」 ピアス夫人（帝国劇場）
- 2006年2 - 4月： 「アンナ・カレーニナ」 プリンセス・ベッティ（ル テアトル銀座、シアター・ドラマシティ、中日劇場ほか）
- 2006年5月：「エリザベート」 ルドヴィカ（日生劇場）
- 2006年7 - 8月：「壁の中の妖精」（新国立劇場小劇場、長野・九州地方公演）
- 2006年11月 - 2007年5月：「マリー・アントワネット」 ローズ・ベルタン（帝国劇場ほか）
- 2007年6 - 8月：「壁の中の妖精」（四国・九州地方公演）
- 2007年8 - 9月：「I do! I do!〜結婚物語」 アグネス（兵庫県立芸術文化センター、地方公演）
- 2008年5月：「I do! I do!〜結婚物語」 アグネス（東京・静岡地方公演）
- 2008年8月 - 10月：「エリザベート」 ルドヴィカ（中日劇場ほか）
- 2009年4 - 5月：「マイ・フェア・レディ」 ピアス夫人（帝国劇場）
- 2009年7 - 8月：「サンデー・イン・ザ・パーク・ウィズ・ジョージ」 イヴォンヌ/ネイオミ（PARCO劇場）
- 2010年6 - 8月：「壁の中の妖精」（あうるすぽっと、静岡・埼玉地方公演）
- 2010年9 - 10月：「エリザベート」 ルドヴィカ（帝国劇場）
- 2010年12月 - 2011年2月：「アンナ・カレーニナ」（シアタークリエ）
- 2011年5月：「アンタッチャブル」（シアター1010、中日劇場、森ノ宮ピロティホール）
- 2012年5 - 9月：「エリザベート」ルドヴィカ（帝国劇場、博多座、中日劇場、梅田芸術劇場）
- 2013年2月 - 3月：「アンナ・カレーニナ」プリンセス・ベッツィー（ル・テアトル銀座、シアタードラマシティ、名鉄ホール）
- 2013年8月：「マイロマンティックヒストリー〜カレの事情とカノジョの都合〜」（シアタークリエ）
- 2013年11月 - 12月：「ピグマリオン」（新国立劇場中劇場）
- 2014年6月 - 8月：「シスター・アクト〜天使にラブ・ソングを〜」シスター・メアリー・ラザールス（帝国劇場　ほか）
- 2015年：「シャーロック ホームズ2 〜ブラッディ・ゲーム〜」（東京芸術劇場プレイハウス）
- 2015年6月：「赤シャツ」 ウシ （水戸芸術劇場 ACM劇場）
- 2016年5月 - 6月：「シスター・アクト〜天使にラブ・ソングを〜」シスター・メアリー・ラザールス（帝国劇場）
- 2017年4月：「紳士のための愛と殺人の手引き（英語版）」ミス・シングル（日生劇場）[5]
- 2020年11月9日 ｰ 12月6日：「プロデューサーズ」 ホールドミー・タッチミー （東急シアターオーブ）
- 2023年3月 - 4月：「ジェーン・エア」フェアファックス夫人（東京芸術劇場 プレイハウス / 梅田芸術劇場 シアター・ドラマシティ） [6]
- 2024年3月 - 8月：「千と千尋の神隠しSpirited Away」 - 湯婆婆・銭婆[7]（帝国劇場、ロンドン・コロシアムほか）
- 2025年7月 - 8月：「千と千尋の神隠しSpirited Away」 - 湯婆婆・銭婆（上海文化広場）[8]
- 2025年10月 - 11月：「マタ・ハリ」アンナ（東京建物 Brillia HALL、梅田芸術劇場 メインホール、博多座）[9]

### テレビドラマ
- はぐれ刑事純情派
  - （1990年） - 大野和子
  - （1992年） - 花井文代
  - （1993年） - 友部邦子
  - （1994年） - 柊木百合子
  - 第12シリーズ（1999年） - 大橋祥子 役
- ザ・刑事 第18話（1990年、テレビ朝日） - ゲスト：都子 役
- 名奉行 遠山の金さん 第3シリーズ 第11話「尼僧に忍びよる黒い影」（1990年、テレビ朝日） - 月心 役
- 木曜ゴールデンドラマ「逆転・嫁と姑、下町の太陽赤ひげ女先生」（1991年、読売テレビ）
- 火曜サスペンス劇場「女監察医・室生亜季子15・扼殺」（1994年2月、日本テレビ・東映）
- 土曜ワイド劇場「捜査回避」（2002年、テレビ朝日） - 永森美由紀 役
- IS（アイエス）〜男でも女でもない性〜（2011年、テレビ東京）
- 終戦記念ドラマスペシャル「この世界の片隅に」（2011年8月5日、日本テレビ）
- 家政婦のミタ - 高校教師・天野役（2011年、日本テレビ）
- 罪と罰 3話（2012年、WOWOW）
- 水曜ミステリー9「西村京太郎サスペンス トラベルライター青木亜木子 湯煙の中の殺意」（2013年2月20日、テレビ東京） - 神田清美 役
- 土曜ワイド劇場「再捜査刑事・片岡悠介5」（2013年7月6日、テレビ朝日） - 山田明代 役
- Chef〜三ツ星の給食〜（2016年10月 - 、フジテレビ） - 板東玉枝校長
- FINAL CUT（2018年） ‐ 漆間イオリ
- 同期のサクラ（2019年10月、日本テレビ） - 美咲島のおばちゃん
- 警視庁・捜査一課長 2020（2020年） ‐ 鳩村由紀江
- やんごとなき一族 第1話・第2話・第6話（2022年4月21日・28日・5月26日、フジテレビ）- 秋乃 役

### その他のテレビ番組
- 昔話法廷「アリとキリギリス裁判」（2016年8月3日、NHK Eテレ） - キリギリスの母 役 ※ 声の出演[10]

### ラジオ
- FMシアター（NHK-FM）
  - 『坂多き 僕らの町に 照り降り雨』（2024年11月2日） -  陽子 役[11]

### 映画
- 課長島耕作（1992年）
- のど自慢（1998年）
- オサムの朝（1999年）
- はなちゃんのみそ汁（2016年） - 吉田由布子 役

## 受賞歴
- 1993年：紀伊國屋演劇賞・個人賞
- 1993年：「月刊ミュージカル」タレントの部門・第3位
- 2003年：倉敷市民劇場賞最優秀女優賞
- 2005年：横須賀演劇鑑賞会・女優賞